# Прва дама (америчка ТВ серија)
Прва дама (енгл. The First Lady) је америчка антологијска драмска телевизијска серија, коју је креирао Арон Кули и која је премијерно приказана 17. априла 2022. на каналу Шоутајм. Главне улоге тумаче Вајола Дејвис, Мишел Фајфер и Џилијан Андерсон, између осталих, а серија приказује живот три прве даме Сједињених Држава: Еленор Рузвелт, Бети Форд и Мишел Обаме. Серија је наишла на помешане критике критичара, који су похвалили глуму Фајферове и Андерсонове, као и костиме, сценографију и теме, али су критиковали темпо серије, радњу и глуму Дејвисове. У августу 2022. године, серија је отказана након једне сезоне.

## Улоге
| Глумац                 | Улога                  |
| ---------------------- | ---------------------- |
| Вајола Дејвис          | Мишел Обама            |
| Џејми Лосон (млада)    | Мишел Обама            |
| Мишел Фајфер           | Бети Форд              |
| Кристин Фросет (млада) | Бети Форд              |
| Џилијан Андерсон       | Еленор Рузвелт         |
| Елајза Сканлен (млада) | Еленор Рузвелт         |
| Оу-Ти Фагбенли         | Барак Обама            |
| Џулијан де Ниро (млад) | Барак Обама            |
| Дакота Фанинг          | Сузан Форд             |
| Лили Рејб              | Лорена Хикок           |
| Реџина Тејлор          | Маријан Шилдс Робинсон |
| Кифер Садерланд        | Френклин Д. Рузвелт    |
| Чарли Пламер (млад)    | Френклин Д. Рузвелт    |
| Арон Екхарт            | Џералд Форд            |
| Џејк Пикинг (млад)     | Џералд Форд            |
| Дерек Сесил            | Доналд Рамсфелд        |
| Рис Вејкфилд           | Дик Чејни              |
| Џуди Грир              | Ненси Хау              |

## Епизоде
| Бр. еп. | Наслов           | Редитељ   | Сценариста                                                      | Премијера       |
| ------- | ---------------- | --------- | --------------------------------------------------------------- | --------------- |
| 1       | That White House | Сузан Бир | Арон Кули                                                       | 17. април 2022. |
| 2       | Voices Carry     | Сузан Бир | Арон Кули, Кети Шулман, Елен Фери и Аби Аџаји                   | 24. април 2022. |
| 3       | Please Allow Me  | Сузан Бир | Џенифер Вестфелт, Хант Болдвин, Јолонда Лоренс и Зора Бикангага | 1. мај 2022.    |
| 4       | Cracked Pot      | Сузан Бир | Кети Шулман, Арон Кули и Зора Бикангага                         | 8. мај 2022.    |
| 5       | See Saw          | Сузан Бир | Азија Сквајер                                                   | 15. мај 2022.   |
| 6       | Shout Out        | Сузан Бир | Никол Беквит, Алисон Фелтес и Аби Аџаји                         | 22. мај 2022.   |
| 7       | Nadir            | Сузан Бир | Никол Џеферсон Ешер                                             | 29. мај 2022.   |
| 8       | Punch Perfect    | Сузан Бир | Никол Беквит, Елен Фери и Аби Аџаји                             | 5. јун 2022.    |
| 9       | Rift             | Сузан Бир | Џенифер Вестфелт, Кети Шулман и Арон Кули                       | 12. јун 2022.   |
| 10      | Victory Dance    | Сузан Бир | Арон Кули                                                       | 19. јун 2022.   |